# Mohnaci, Ciornobai
Mohnaci (în ucraineană Мохнач) este localitatea de reședință a comunei Mohnaci din raionul Ciornobai, regiunea Cerkasî, Ucraina.

## Demografie
Componența lingvistică a localității Mohnaci
     Ucraineană (99,65%)
     Alte limbi (0,35%)
Conform recensământului din 2001, majoritatea populației localității Mohnaci era vorbitoare de ucraineană (99,65%), existând în minoritate și vorbitori de alte limbi.